# Arie Lejb ze Szpoły
Arie Lejb ze Szpoły, Lejbe ze Szpoły, Szpoler Zejde (Dziadek ze Szpoły) (ur. 1725 w Szpole, zm. 1812 tamże) – cadyk chasydzki, kabalista, uznawany za uzdrowiciela i odczyniacza (baal szem).

## Życiorys
Według legendy, zanim został cadykiem, przez 7 lat wędrował od miasta do miasta. Był uczniem Szapiry Pinchasa z Korca. Mieszkał z Złotopolu, gdzie zyskał reputację świętego i uzdrowiciela. Inni cadykowie zarzucali mu m.in. wulgaryzację doktryny chasydzkiej, popadł w konflikt z Baruchem z Międzyboża i Nachmanem z Bracławia.
Nie zachowały się żadne pisma jego autorstwa, o jego doktrynie wiadomo niewiele. Reprezentował religijność ludową, propagującą prostą wiarę zamist uczoności. Opowieści dotyczące jego życia zebrano w dziele Tiferet ha-Maharal.